# Гусельникова, Тамара Валентиновна
Тамара Валентиновна Гусе́льникова (род. 1940) — советский архитектор-реставратор.

## Биография
Родилась 23 сентября 1940 года в городе (с 1950 года)  Борзя (ныне Забайкальский край). В 1969 году окончила КИСИ. В 1965—1994 годах работала в Украинском специализированном научно-реставрационном ппроизводственном управлении («Укрпроектреставрация»).

## Проекты
- Лютеранская церковь (Одесса) — памятник архитектуры (1897)
- ротонда с террасами — архитектурного элемента бывшего церковного комплекса Вознесенска Николаевской области — памятник архитектуры (1837)
- Крепостные и Очаковские ворота с валами и Московских ворот с бастионом в Херсоне — памятник архитектуры (1780)
- Свято-Екатерининский собор (Херсон) со склепом князя Г. А. Потёмкина (Херсон) — памятник архитектуры (1786)
- дома главного командира Черноморского флота и портов (Музей судостроения и флота (Николаев) — памятник архитектуры (1792)
- Покровский собор (Ахтырка) (Сумская область) — памятник архитектуры (1784)
- пантеон в Разумовке Луганской области (Музей генерала Разумовского — памятник архитектуры 1-й половины XIX века),
- Украинского музыкально-драматического театра имени А. Кобылянской (Черновцы).

## Награды и премии
- Государственная премия УССР имени Т. Г. Шевченко (1981) — за создание Музея судостроения и флота в Николаеве

## Источник
- Шевченковский комитет